# 虚飾で彩られたカラス

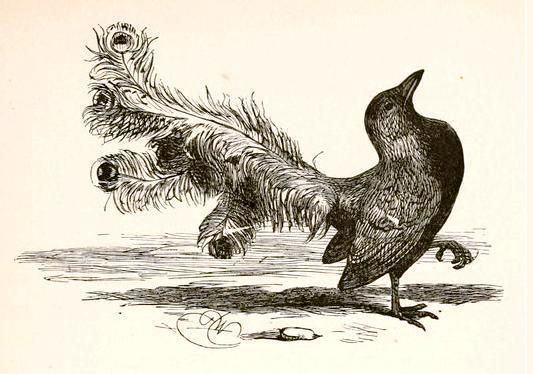
借り物の羽で彩られたコクマルガラス

『虚飾で彩られたカラス』（きょしょくでいろどられたカラス）は、イソップ寓話のひとつ。ペリー・インデックス101番。
場合によっては『鳥の王さまえらび』や『おしゃれなからす』、『王様になりたかったカラス』という別題で記載されている。

## あらすじ
ある時ゼウスは、鳥たちに集まる日時を決め、その中から鳥たちの王を立てるというお触れを出した。
カラス（コクマルガラス）は自分の姿は黒く醜いと思い込んでいたので、美しく装うために、野や森を見てまわり、他の鳥たちが落とした羽を拾い集め、身体中に貼りつけた。
約束の日、鳥たちが集まると、最も美しい羽を持つ彼をゼウスは王様にしようとした。他の鳥たちは怒って、それぞれ見覚えのある自分の羽をカラスから引き抜いた。結局、彼に残されたのは、自分自身の黒い羽だけだった。

## 教訓
人は借りものではなく、持って生まれたもので生きていくべきである。